# Sebastian Murken
Sebastian Murken (*  1963 in München) ist ein deutscher Psychotherapeut und Religionswissenschaftler.

## Leben
Von 1983 bis 1992 studierte er vergleichende Religionswissenschaft in München und Marburg (M.A. 1988) und Psychologie in Marburg (Dipl.-Psych. 1992). 1989/1990 studierte er an der Graduate Theological Union in Berkeley im doctoral program „Religion and the Personality Sciences“ (Fulbright-Stipendium). Von 1992 bis 2014 war er Psychologischer Psychotherapeut an der Psychosomatischen Fachklinik St. Franziska-Stift in Bad Kreuznach, 2009 bis 2014 als Leitender Psychologe. Nach der Promotion 1997 zum Dr. rer. nat. an der Universität Trier mit der Doktorarbeit zum Thema Gottesbeziehung und psychische Gesundheit. Die Entwicklung eines Modells und seine empirische Überprüfung gründete und leitete er von 1998 bis 2014 die Arbeitsgruppe Religionspsychologie des Forschungszentrums für Psychobiologie und Psychosomatik (FPP) der Universität Trier mit Sitz in Bad Kreuznach, St. Franziska-Stift. Nach der Habilitation 2005 (Dr. phil. habil.) an der Fakultät für Geschichte, Kunst- und Orientwissenschaften der Universität Leipzig mit Lehrbefugnis für das Fach Religionswissenschaft wurde er 2008 zum Honorarprofessor für Religionswissenschaft am Fachbereich Gesellschaftswissenschaften und Philosophie der Philipps-Universität Marburg ernannt. Von 1997 bis 2012 absolvierte er Ausbildungen zum Psychologischen Psychotherapeuten (tiefenpsychologisch fundiert), Gruppenanalytiker, Supervisor, Organisationsberater und Coach. Seit 2014 ist er freiberuflicher Psychologischer Psychotherapeut, Coach, Supervisor und Dozent.

## Schriften (Auswahl)
- Gandhi und die Kuh. Die Darstellung des Hinduismus in deutschen Religionsbüchern. Eine kritische Analyse. Marburg 1988, ISBN 3-927165-00-X.
- Religiosität, Kontrollüberzeugung und seelische Gesundheit bei Anonymen Alkoholikern. Eine empirische Studie. Frankfurt am Main 1994, ISBN 3-631-47665-5.
- Gottesbeziehung und psychische Gesundheit. Die Entwicklung eines Modells und seine empirische Überprüfung. Münster 1998, ISBN 3-89325-582-6.
- Neue religiöse Bewegungen aus religionspsychologischer Perspektive. Marburg 2009, ISBN 978-3-939346-11-1.